# Loqueffret
Loqueffret är en kommun i departementet Finistère i regionen Bretagne i västra Frankrike. Kommunen ligger i kantonen Pleyben som tillhör arrondissementet Châteaulin. År 2022 hade Loqueffret 338 invånare.

## Befolkningsutveckling
Antalet invånare i kommunen Loqueffret
Referens:INSEE